# 梅斯乡区
梅斯乡区（法語：arrondissement de Metz-Campagne）是法国摩泽尔省所辖的一个旧区。总面积1052平方公里，总人口222352，人口密度211人/平方公里（2012年），主要城镇为梅斯。2015年，该区与梅斯城区合并为梅斯区。

## 辖区
梅斯乡区辖曾有142个市镇。